# Anthenoides marleyi
Anthenoides marleyi is een zeester uit de familie Goniasteridae.
De wetenschappelijke naam van de soort werd in 1925 gepubliceerd door Theodor Mortensen.